# Sonia Gaskell
Sonia Gaskell (Vilkaviškis, 14 aprile 1904 – Parigi, 9 luglio 1974) è stata una ballerina, coreografa e direttrice artistica lituana naturalizzata olandese.

## Biografia
Sonia Gaskell nacque in una famiglia di ebrei russi a Vilkaviškis, odierna Lituania e all'epoca parte dell'Impero Russo. Iniziò a studiare danza a Charkiv, ma nel 1921 si rifugiò in Palestina a causa dei pogrom in territorio russo. L'anno dopo sposò il matematico Abraham Goldenson, con cui si trasferì nel 1925 a Parigi, dove continuò a studiare danza con Ljubov' Nikolaevna Egorova e Léo Staats.
Tra il 1927 e il 1929 danzò per i Ballets Russes di Sergej Pavlovič Djagilev, mentre nel 1936 fondò una propria scuola sugli Champs-Élysées, "Les ballets de Paris", di cui fu direttrice e coreografa. Dopo essersi sposata in seconde nozze con l'architetto olandese Philipp Heinrich nel 1939, emigrò ad Amsterdam, dove dovette nascondersi dai nazisti durante la seconda guerra mondiale. 
Nel 1961 la sua compagnia Nederlands Ballet (fondata nel 1958 all'Aia) si unì all'Amsterdam Ballet di Masha Ter Weeme, andando a creare l'Het Nationale Ballet. Le due donne inizialmente diressero insieme la compagnia, ma il cattivo sangue tra le due spinse rapidamente Ter Weeme a rassegnare le proprie dimissioni e dal 1962 al 1969 Gaskell fu l'unica direttrice artistica dell'Het Nationale Ballet. Sotto la sua guida la compagnia si concentrava prevalentemente sul repertorio classico. Annoverò tra i suoi studenti Audrey Hepburn, Hans van Manen, Rudi van Dantzig e Toer van Schayk.
Morì a Parigi nel 1974 all'età di settant'anni. Nel 2009 il Joods Historisch Museum allestì una retrospettiva sulla sua vita e opera.